# Corallana societensis
Corallana societensis är en kräftdjursart som beskrevs av Mueller 1991. Corallana societensis ingår i släktet Corallana och familjen Corallanidae. Inga underarter finns listade i Catalogue of Life.